# Raoul Cédras
Raoul Cédras, född 9 juli 1949, kuppmakare och chef för militärjunta i Haiti, 30 september-8 oktober 1991. Har var i praktiken Haitis ledare fram till oktober 1994, när USA satte stopp för hans regim. 2000 dömdes han och åtskilliga andra officerare till livstids fängelse i sin frånvaro, på grund av deras inblandning i en massaker i staden Raboteau, och han lever nu i exil i Panama.